# NGC 2086
NGC 2086 est une nébuleuse en émission située dans la constellation de la Dorade. NGC 2086 a été découverte par l'astronome britannique John Herschel en 1835. Il est aussi possible que cette nébuleuse ait été découverte par James Dunlop le 24 septembre 1826.